# Portugees-Afrika

Portugal en de voormalige Portugese koloniën in Afrika.

Portugees-Afrika verwijst naar alle voormalige Afrikaanse koloniën die tot Portugal behoorden.
Voormalige Portugese gebieden in Afrika:
- Portugees-Noord-Afrika (1415-1769), het huidige Westelijke Sahara
- Portugees-West-Afrika (1575-1975), het huidige Angola
- Portugees-Oost-Afrika (1498-1975), het huidige Mozambique
- Portugees-Guinea (1446-1974), het huidige Guinee-Bissau
- Equatoriaal-Guinea (1493-1778)
- Portugees-Sao Tomé en Principe (1470-1975), het huidige Sao Tomé en Principe
- Portugees-Kaapverdië (1462-1975), het huidige Kaapverdië

Huidig Portugees gebied in Afrika:
- Madeira (1418)